# Villa Azul

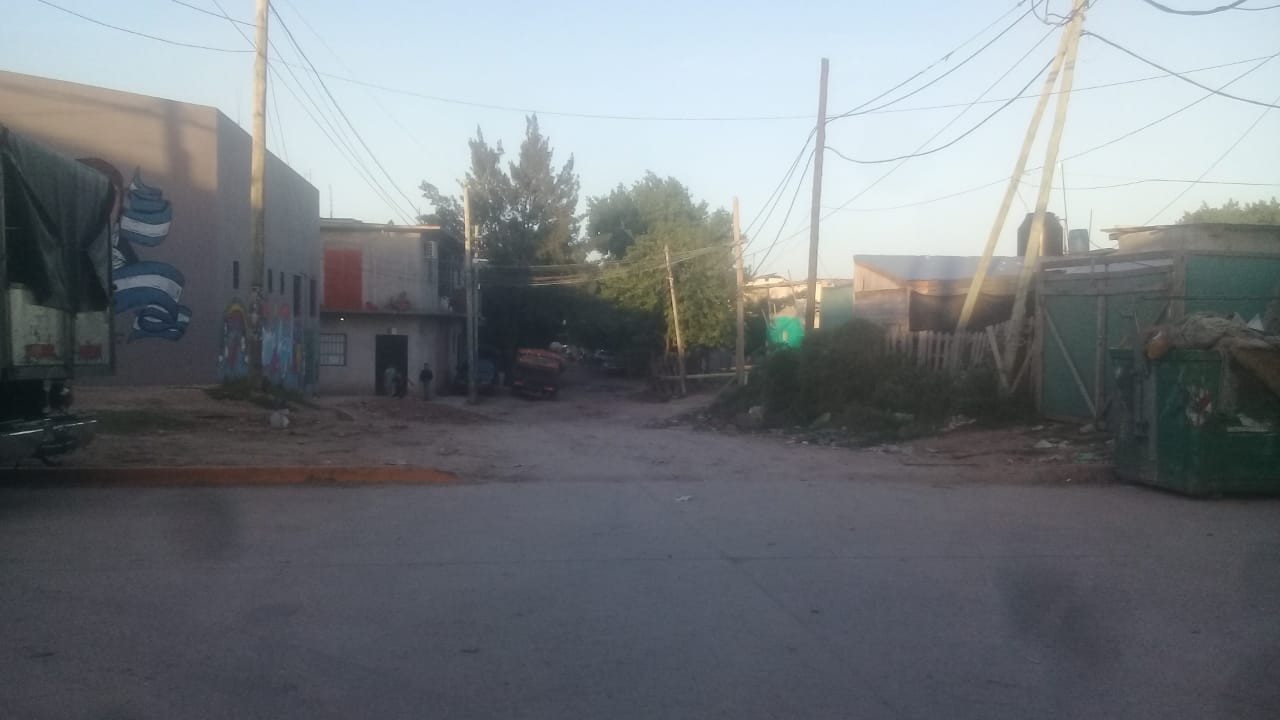
Villa Azul, Quilmes.

Se trata de una villa de emergencia que está ubicada en los partidos de Avellaneda y gran parte de Quilmes y limita con los barrios  de Wilde, al oeste y Don Bosco al sureste, en la provincia de Buenos Aires.
Se creó en la década de 1950 aproximadamente y se fue poblando masivamente en la década de 1970 tras la dictadura cívico-militar y la década de 1980 por la inmigración de personas de países limítrofes.
Actualmente, luego del último relevamiento se contabilizó 5000 habitantes.
El barrio cuenta con dos centros de salud: el centro municipal de cuidado familiar y comunitario ubicado en Ramón Franco 6459 y otro centro de salud en las calles Chubut y Sargento Cabral. También cuenta con un polideportivo municipal donde se realizan actividades culturales y deportivas. 